# Livres para Adorar
Livres para Adorar (também conhecido como Ministério Livres para Adorar) foi uma banda brasileira de rock cristão, com influências musicais do rock britânico, pop rock e rock alternativo, formado em 2005 pelo músico Juliano Son.
A banda lançou os primeiros álbuns, Livres para Adorar e A Mensagem, com intuito principal de arrecadar renda para projetos sociais. O terceiro álbum, Pra Que Outros Possam Viver, alcançou sucesso comercial moderado e trouxe grande popularidade a banda. Mais um Dia e Só em Jesus tambêm foram bem recebidos pelo público e ajudaram a consolidar o trabalho da banda. 
O grupo ficou bem conhecido por seu trabalho em projetos sociais. No ano de 2006 fundaram o Instituto Livres, uma organização sem fins lucrativos disposta a transformar a vida de pessoas e comunidades em alto risco. No ano de 2018, criaram o projeto “Mais Água”, que viabiliza água potável a comunidades que sofrem com a seca no sertão do Nordeste, com ênfase atual no estado do Piauí.

## História

### Antecendentes (2004)
Por volta de 2004, uma missionária da Igreja Missionaria Oriental de São Paulo havia recém voltado do Nepal e num culto dominical relatou a história de um casal de missionários que resgatava crianças vítimas de um sistema de escravidão sexual naquele país. Então surgiu um desejo e necessidade por parte dos integrantes de poder ajudar aquelas crianças.

### Formação e primeiros álbuns (2005-2008)
No ano de 2005, Juliano Son reuniu alguns amigos músicos e formou o "Livres Para Adorar", assinando um contrato de distribuição com a Onimusic no mesmo ano e lançando o álbum de estréia autointitulado Livres para Adorar. Com participações de Nívea Soares e Christie Tristão, o álbum foi gravado de forma caseira e foi produzido por Gustavo Soares, com toda renda gerada pela comercialização do disco sendo destinada para obra que via resgatar crianças escravas da prostituição no Nepal.. A igreja que o grupo frequentava acabou dando uma resposta inesperada para o grupo, direcionando-os para causa de ministério e a partir do final de 2006, o Livres para Adorar passou a ser um ministério itinerante de louvor e pregação, enviado pela comunidade local.
Em novembro de 2006, o grupo lança seu segundo álbum de estúdio A Mensagem, tambêm produzido por Gustavo Soares. Todo o lucro do álbum foi revertido ao projeto social do grupo que luta contra situações de risco envolvendo crianças.

### Pra Que Outros Possam Viver,  Sucesso comercial mainstream e Mais Um Dia (2009-2014)
O grupo pré-lançou algumas músicas do seu terceiro álbum de estúdio na plataforma MySpace no dia 15 de fevereiro de 2009.
A banda lançou seu terceiro álbum de estúdio Pra Que Outros Possam Viver em março de 2009. Gravado em estúdios nas cidades de São Paulo e Belo Horizonte, com a produção musical realizada pelo próprio ministério e mixado/masterizado nos Estados Unidos, o álbum possui composições de Juliano Son (principal compositor da banda), Simon Kang e Daniel Oliveira (tecladista do Livres para Adorar), incluindo versões de Matt Redman, Rita Springer e Pablo Perez. O álbum se tornou um sucesso moderado de crítica e comercial, ganhando um disco de ouro pela alta vendagem de discos e alcançando popularidade pelas músicas "Tempos Melhores" e "Vai Valer A Pena", que se tornarem grandes sucessos nas rádios cristãs; com esta última se tornando uma das músicas gospel mais tocadas na internet.
Pra Que Outros Possam Viver também foi registrado com um álbum ao vivo de mesmo nome na Conferência Livres, em São Paulo, e trouxe participações de Heloisa Rosa e Jason Upton. Foi lançado um outro álbum ao vivo com as pregações da conferência, "Mensagens - 1ª Conferência Livres - São Paulo - Pra que os Outros possam viver". O ministério começou a organizar a Conferência Livres anualmente em São Paulo, com planos de acontecer em outros estados, outras vezes no ano.
Em 2011, o grupo lançou o álbum Mais um Dia, produzido por Ruben di Souza.. As músicas "Quando o Mundo Cai Ao Meu Redor" e "Nunca Me Deixou" se tornaram sucessos de acessos na internet.. O grupo também foi neste ano indicado no Troféu Promessas na categoria melhor grupo. Um álbum ao vivo foi gravado dia 1 de dezembro de 2012 na Bola de Neve Church, e o lançamento de "Mais um Dia Ao Vivo" foi em 18 de maio de 2013, durante a Conferência Livres 2013.
Em julho de 2012 foram lançados os playbacks dos CDs "Pra Que Outros Possam Viver" e "Mais Um Dia".
Em 2013 a banda implantou uma filial do "Projeto LivreSer" (que já existia em São Paulo) no Piauí, para onde o vocalista Juliano Son se mudou com sua família em janeiro. O projeto se centra num abrigo para 100 crianças em situação de vulnerabilidade, além de planos para um centro missionário, luta contra a exploração sexual infantil e violência, além do escavamento de poços d'água,o primeiro foi implantado em maio de 2013 em  Betânia do Piauí. No dia 30 de agosto de 2013, o grupo se apresentou na Festa do Centenário de Orleans, tocando para um grande público.
No ano de 2014, o grupo fez sua primeira turnê fora do país, se apresentando na capital Seul da Coreia do Sul na igreja Daechi Full Gospel.

### Só em Jesus, Ao Vivo em São Paulo e fim da banda (2015-2019)
Em 2015, foi lançado o quinto álbum da banda intitulado Só em Jesus, produzido por Ruben di Souza. No dia 18 de setembro (antes do lançamento), o álbum foi lançado para pré-venda no iTunes e no mesmo dia ficou na primeira posição da parada geral do site. Juliano Son publicou a imagem do iTunes em suas redes sociais e comemorou o feito.. O projeto trouxe participações de Daniela Araújo e Ana Rock (Palankin), além do cover "Vou Ficar Aqui", de Lucas Souza.. Neste ano o Livres para Adorar se apresentou no Festival Promessas.
No ano de 2017, a banda lançou seu último trabalho, o extended play Ao Vivo em São Paulo, que gerou a música de maior popularidade da banda, "Lindo és + Só Quero Ver Você", que alcançou mais de 391.890.153 visualizações no Youtube, marcando um bom feito para uma banda independente.
No ano de 2018, a banda se apresentou na Temporada de Férias 2018 da Praia da Graciosa ao lado do cantor evangélico Fernandinho e da banda católica Adoração e Vida.
Em abril de 2019, o grupo fez sua última apresentação na praça do Terminal Rodoviário de Formiga, Minas Gerais e depois de um pequeno tempo, foi dissolvido sem um aviso oficial.. O ex-líder e frontman Juliano Son assinou um contrato de gravação como artista solo com a grande gravadora Sony Music Brasil e está realizando seu ministério próprio, enquanto os antigos membros estão realizando outros trabalhos no meio cristão fora da mídia.

## Discografia
Álbuns de estúdio
- Livres para Adorar (2005)
- A Mensagem (2006)
- Pra que Outros possam Viver (2009)
- Mais um Dia (2011)
- Só em Jesus (2015)